# Алан Ледд
Алан Ледд (англ. Alan Ladd; *3 вересня 1913—†29 січня 1964) — американський актор та продюсер.

## Молоді роки
Алан Волбрідж Ледд народився 3 вересня 1913 року в родині Алана Ледда-старшого та Іни Рейлі Ледд. Його батько був американцем, мати — англійкою, яка переїхала до Сполучених Штатів у віці дев'ятнадцяти років.
Коли Алану виповнилося чотири, помер його батько. Мати переїхала до Оклахома-сіті, де через деякий час вдруге вийшла заміж за Джима Біверса. Згодом родина переїхала до Каліфорнії. У середній школі Алан робив успіхи в спорті. Він став чемпіоном з плавання і навіть готувався до Десятої Олімпіади, що мала відбутися 1932 року у Лос-Анджелесі, але травма поклала край його кар'єрі спортсмена.
Після навчання відкрив власне кафе, працював теслею на студії «Warner Brothers», недовго вчився в акторській студії «Universal Pictures». Кинув студію, коли знайшов роботу на радіо. У 1936 році Алан одружився з Марджорі Джейн Гарольд, його давньою подругою ще зі школи. Через рік народився їх син Алан Ледд-молодший.

## Кінокар'єра
Алан Ледд починав свою кінокар'єру статистом у масовках. Першою стрічкою, де він знявся, стала драма «Tom Brown of Culver». Це відбулося у 1932 році. Він зіграв у тринадцяти фільмах, перш ніж його ім'я з'явилося в титрах. Лише у чотирнадцятій картині йому дали справжню роль. Він отримав також кілька епізодів у фільмі «Rulers of the Sea», де головного героя грав сам Дуглас Фербенкс-молодший. Але це були лише епізодичні проблиски везіння в кар'єрі Ледда. Справжній успіх прийшов до нього після ролі Філіпа Рейвена у детективі «Зброя для найму». Він грав найманого вбивцю, доброго до дітей та тварин, закоханого в прекрасну жінку, яка допомагає йому у пошуках справжніх злодіїв. Його партнеркою в цьому фільмі стала Вероніка Лейк. Разом вони знімуться у чотирьох картинах і вп'яте з'являться разом на екрані у кінохроніці 1982 року. Саме після виходу на екрани детективної стрічки «Зброя для найму» Алан прокинувся знаменитим. Він зіграв ще кілька подібних ролей, де його героями ставали жорсткі хлопці, що неохоче вдаються до насилля. Серед них Ед Бомон з детективу «Скляний ключ» та Джонні Моррісон з «Синьої жоржини».
У 1948 році він створив власну продюсерську компанію під назвою «Box 13», яка проіснувала лише до наступного року.
У 50-х найпомітнішою його роллю став стрілець Шейн з однойменного вестерну.
Актор досить багато знімався і у сорокових, і у п'ятидесятих роках. В 1947 році в опитуваннях «Motion Picture Herald» він займав десяте місце серед популярних акторів. А у 1948—1950 роках визнавався першим.
Останньою стрічкою Ледда стали «The Carpetbaggers», де він знімався із Джорджем Пеппардом і Робертом Каммінгсом.
Всього актор задіяний у 98 картинах.

## Особисте життя
У жовтні 1936 року Алан одружився із давньою подругою Марджорі Джейн Гарольд. Через рік, 22 жовтня, народився Алан Ледд-молодший. Та у 1941 році подружжя оформило розлучення.
15 березня 1942 року Ледд одружився із своїм агентом Сью Керол. Саме вона знайшла роль для Ледда, що зробила його зіркою. Наречений був молодший за наречену на шість років. Для обох це був другий шлюб і обоє вже мали по одній дитині від перших шлюбів. Цей вибір актора виявився вдалим. Сью стала його вірною супутницею на двадцять два роки — до самої смерті Ледда. У подружжя народилося троє дітей. Першою стала донька Алана Сьюзен, яка народилася 21 квітня 1943 року. Наступним став син Девід Алан.
Вік, алкоголізм і депресія сильно впливали на актора. У 1962 році він здійснив спробу самогубства, та куля в серце не влучила. Ледд одужав. Але через два роки він був знайдений мертвим у Палм-Спрінгз. Причиною смерті було визнано передозування алкоголю та знеболювального.
Йому було лише п'ятдесят. Похований Алан Ледд у Глендейлі, Каліфорнія.
Старший син Ледда від першого шлюбу, як і батько, пішов у кінематограф. Він став відомим продюсером. Серед його робіт — відома історична драма «Хоробре серце», де він виступив продюсером разом із Мелом Гібсоном. За неї він отримав престижну премію «Оскар». Як і батько він має зірку на Голлівудській алеї слави.
У 1959 році він вперше одружився. Його обраницею стала Патрісія Ен Бізлі. Разом вони прожили двадцять чотири роки. Згодом Алан-молодший одружився вдруге. Має чотирьох доньок: Келліен, Трейсі, Аманду та Челсі.
Алада Ледд також стала акторкою. Одружена.
Девід Ледд теж подався у актори, але згодом перекваліфікувався у продюсери. Його донька Джордан теж акторка.

## Фільмографія
- Громадянин Кейн (1941) — репортер у смокінгу (не вказаний)
- Вони зустрілися в Бомбеї (1941) — британський солдат (не вказаний)
- Чорна кішка (1941) — Річард Хартлі
- Жанна Паризька (1942) — Бебі
- Зброя для найму (1942) — Філіп Рейвен
- Скляний ключ (1942) — Ед Бомон
- Китай (1943) — Девід Джонс
- Синя жоржина (1946) — Джонні Моррісон
- Калькутта (1947) — Ніл Гордон
- Сайгон (1948) — Ларрі Бріггз
- Великий Гетсбі (1949) — Джей Гетсбі
- Червона гора (1951) — Бретт Шервуд
- Ботані-Бей (1953)
- Шейн (1953) — Шейн
- Саскачеван (1954) — Томас О'Рурк
- Чорний лицар (1954) — Джон
- Пекло нижче нуля (1954) — Данкан Крейг
- Сантьяго (1956) — Кеш Адамс
- Хлопчик на дельфіні (1957) — доктор Джим Колдер

## Цікаві факти
- Має зірку на Голівудській алеї слави під номером 1601.